# Charles de Croix

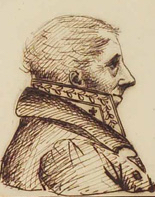

Charles Lidewine Marie de Croix (Frelinghien, 15 oktober 1760 – Parijs, 10 april 1832) was een Frans militair en politicus, senator onder het Franse keizerrijk.

## Levensloop
Charles de Croix behoorde tot een notabele familie afkomstig uit Rijsel, die onder Lodewijk XIV een titel van markies verwierf. Hij diende als militair in de koninklijke infanterie. In 1789 werd hij verkozen tot vertegenwoordiger van de adel voor Artesië in de Staten-Generaal.
De Croix stond niet vijandig tegenover de 'nieuwe ideeën'. Na de vlucht van de koning en zijn gezin legde hij op 22 juni 1791 zonder bezwaar de nieuwe eed af die voor ambtenaren en militairen verplicht werd.
Op de bijeenkomst van 24 juli 1791 nam hij in de assemblee de verdediging op zich van de officieren die het land hadden verlaten, verklarend dat dit in vredestijd niet strafbaar was. Hij nam ook het woord om te verzoeken dat in het 'Salon du Louvre' alleen kwaliteitswerk zou worden tentoongesteld.
Na zich afzijdig te hebben gehouden tijdens de hevigste fasen van de revolutiejaren, steunde hij Napoleon I, die hem in 1809 verhief tot graaf van het keizerrijk. In 1810 werd hij kamerheer van de keizer en in 1813 senator. Hij behoorde tot de kleine groep die in 1814 weigerde de afzetting van Napoleon te ondertekenen.
Na de terugkeer van Lodewijk XVIII werd hij lid van de Chambre des pairs. Hij bleef dit tijdens de Honderd Dagen, maar weerhield er zich van te zetelen.
Hij hernam zijn ambt na de terugkeer van de koning en bleef zetelen tot aan zijn dood.
De Croix was getrouwd met Augustine de Vassé (1787-1847). Zij waren de ouders van Ernest de Croix d'Heuchin (1803) en van Charles de Croix d'Heuchin (1807).